# 007は殺しの番号
『007は殺しの番号』（007はころしのばんごう、原題: Dr. No）は、テレンス・ヤング監督による1962年のアクションスパイ映画。
出演はショーン・コネリー、ウルスラ・アンドレス、ジョセフ・ワイズマン、ジャック・ロードらで、イーオン・プロダクションズ製作の「ジェームズ・ボンド」シリーズの第1作目である。原作はイアン・フレミングの小説『ドクター・ノオ』。製作はハリー・サルツマンとアルバート・R・ブロッコリが担当した。邦題は1972年の再上映時に『007／ドクター・ノオ』（007 ドクター・ノオ）に変更された。

## ストーリー
時代は冷戦真っ只中。アメリカの要請で、月面ロケット発射を妨害する不正電波を防ぐ工作をしていたジャマイカ駐在の英国秘密情報部（MI6）の諜報部員ジョン・ストラングウェイズ（ティモシー・モクソン）とその新人助手メアリーが消息を絶つ。秘密諜報部は、リモート・コントロールによってジャイロスコープ・コントロールを狂わせる装置が使用され、その発信地がジャマイカ付近であることを突き止める。秘密情報部のエリート諜報員「007」ことジェームズ・ボンド（ショーン・コネリー）は、その捜査を命じられ、ジャマイカのキングストンへ飛ぶ。
アメリカの月面ロケット打ち上げを目前に控え、ボンドは同じ理由で同地を訪れていたCIAのフィリックス・ライター（ジャック・ロード）と知り合い、クラブ・キーの所有者ドクター・ノオ（ジョセフ・ワイズマン）が怪しいと知らされる。領事館の運転手に成りすましたジョーンズ、ボンドを偵察するミス・ターロ（ゼナ・マーシャル）、「スリー・ブラインド・マイス」（三匹の盲ネズミ）と名乗る殺し屋三人組、毒蜘蛛タランチュラと6連発拳銃を使うデント教授（アンソニー・ドーソン）らを、次々にボンドは撃退した。
ボンドはキングストンの漁師でライターの助手を務めるクォレル（ジョン・キッツミラー）と協力し、妨害者の発見と危機回避のため、近付く者は無事に帰ったことのない「ドラゴン」の伝説があるクラブ・キー（TBS版吹替では"蟹ヶ島"と意訳）へ満を持して乗り込む。そして貝類を研究する美女ハニー・ライダー（ウルスラ・アンドレス）と出会い、彼女もまた海洋学者の父がこの島で失踪した理由を探っていると知る。クォレルはドラゴン戦車に焼殺され、ボンドとライダーは武装した運転手たちに捕縛され、ノオの秘密基地に連行された。そこで全身を放射線除去洗浄の後、睡眠薬入りのコーヒーで意識を失ってしまった。
目覚めると、彼らは、中国系ドイツ人科学者で表向きはボーキサイト鉱山業者であるジュリアス・ノオ博士からディナーに招待される。彼は中国の犯罪組織トングの元メンバーで、研究中の放射線被ばくで失った両手の代わりに金属の義手を持ち、現在は巨大な謎の犯罪組織スペクターのために働いていた。ノオ博士はカナベラル岬からの月ロケット発射というアメリカ合衆国のマーキュリー計画を失敗させることを計画していた。彼はボンドをスペクターのメンバーに採用しようとしたが断られ、ノオは怒りで金属製の置物を義手で握り潰す。夕食後、ライダーは連れ去られ、ボンドは警備員に羽交い絞めにされ、殴られたうえで高圧電流の流れる窓のある独房に投獄される。
ボンドは独房の通気口から脱出し、原子炉の作業員に扮装して、原子炉プールを備えたノオの管理センターへ潜入する。アメリカのロケットが離陸すると、ボンドは原子炉に過負荷をかけた。妨害に怒ったノオはボンドに義手で殴り掛かり、二人は原子炉プールに降下していく昇降機に転落して格闘する。ノオは金属製の義手が滑って梯子がつかめずプールへと姿を消す。ボンドは梯子を上って原子炉プールから脱出、管理センターから出てライダーを見つけて解放。ボンドとライダーは島を離れる。制御する者なく過負荷の続いた原子炉は大爆発を起こし、ノオの秘密基地は木っ端微塵に吹き飛んだ。
ボンドとライダーの乗ったボートが燃料を使い果たし漂泊した後、彼らは英国海軍の船に搭乗したライターによって発見され牽引してもらう。ボンドとライダーがボートの中でキスをするシーンで幕が閉じる。

## キャスト
| 役名                   | 俳優                             | 日本語吹替       | 日本語吹替                        |
| 役名                   | 俳優                             | TBS版            | ソフト版                          |
| ---------------------- | -------------------------------- | ---------------- | --------------------------------- |
| ジェームズ・ボンド     | ショーン・コネリー               | 若山弦蔵         | 若山弦蔵                          |
| ハニー･ライダー        | ウルスラ・アンドレス             | 武藤礼子         | 弓場沙織                          |
| ドクター・ノオ         | ジョセフ・ワイズマン             | 横森久           | 有本欽隆                          |
| フェリックス・ライター | ジャック・ロード                 | 中田浩二         | 家中宏                            |
| M                      | バーナード・リー                 | 今西正男         | 藤本譲                            |
| デント教授             | アンソニー・ドーソン             | 寺島幹夫         | 稲葉実                            |
| ミス・ターロ           | ゼナ・マーシャル                 | 津田京子         | 加納千秋                          |
| クオレル               | ジョン・キッツミラー             | 飯塚昭三         | 後藤哲夫                          |
| シルビア・トレンチ     | ユーニス・ゲイソン               | 登場シーンカット | 山田美穂                          |
| マネーペニー           | ロイス・マクスウェル             | 花形恵子         | 泉裕子                            |
| ブースロイド少佐（Q）  | ピーター・バートン               | 広瀬正志         | 塾一久                            |
| シスター・リリー       | イヴォンヌ・シマ                 | 花形恵子         |                                   |
| シスター・ローズ       | ミシェル・モク                   | 加川三起         |                                   |
| アナベル・チャン       | マルグリット・ルワース           |                  |                                   |
| ダフ                   | ウィリアム・フォスター・デイビス | 緒方敏也         | 駒谷昌男                          |
| 秘書メアリー           | ドロレス・キーター               | 加川三起         |                                   |
| ジョーンズ             | レジー・カーター                 | 伊武雅之         | 多田野曜平                        |
| プレイデル・スミス     | ルイス・ブレーザー               | 糸博             |                                   |
| ポッター               | コローネル・バートン             | 松岡武司         | 木村雅史                          |
| ジョニー               | ウィリー・ペイン                 | 若本紀昭         | 白熊寛嗣                          |
| 受付嬢                 | マロウ・パンテーラ               | 日比野美佐子     | 弓場沙織                          |
| ストラングウェイズ     | ティム・モクソン                 | 緒方敏也         | 有本欽隆                          |
| 不明 その他            | N/A                              | N/A              | 小形満 石井隆夫 斉藤梨絵 高階俊嗣 |

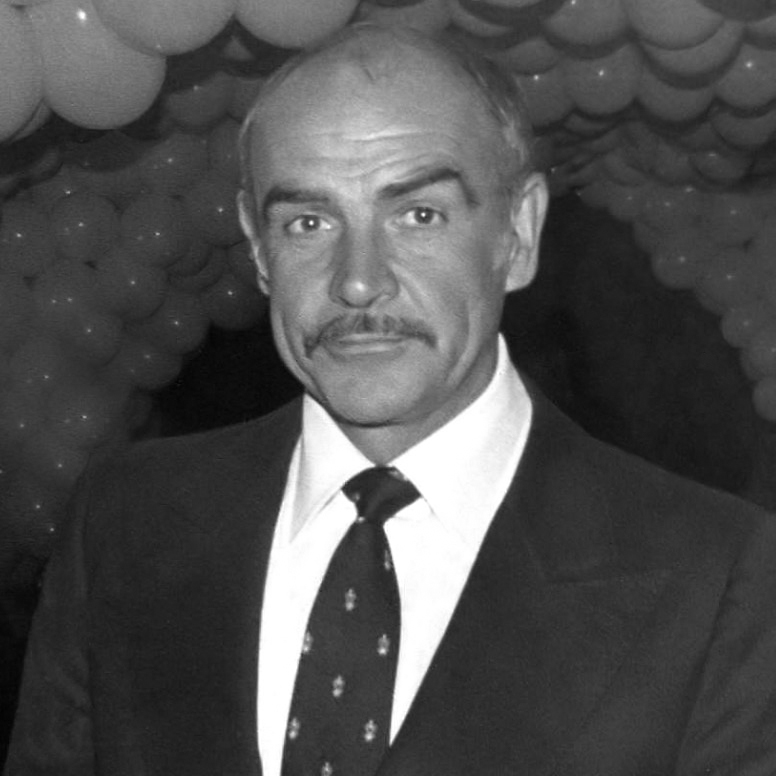
主演のショーン・コネリー

- TBS版：初回放送1976年4月5日『月曜ロードショー』21:02-22:55（約94分[6]）
  - 2012年にキングレコードから発売された「TV放送吹替初収録 特別版DVD」に収録[7][6]。
- ソフト版：2006年11月22日発売の「アルティメット・エディション」DVDに初収録。

## スタッフ
- 原作 - イアン・フレミング
- 監督 - テレンス・ヤング
- 原案 - ウォルフ・マンコウィッツ（クレジット無し）
- 脚本 - リチャード・メイボーム、ジョアンナ・ハーウッド、バークレイ・マーサー
- 音楽 - モンティ・ノーマン「ジェームズ・ボンドのテーマ」を含む
- メインタイトル・デザイン - モーリス・ビンダー
- プロダクション・デザイン - ケン・アダム
- 美術 - シド・ケイン（クレジット無し）
- 特殊効果 - フランク・ジョージ
- 撮影 - テッド・ムーア
- 編集 - ピーター・ハント
- プロデューサー - ハリー・サルツマン、アルバート・R・ブロッコリ
- 製作 - イーオン・プロダクションズ、ユナイテッド・アーティスツ

### 日本語版
| -              | TBS版             | ソフト版 |
| -------------- | ----------------- | -------- |
| 演出           | 佐藤敏夫          | 伊達康将 |
| 翻訳           | 木原たけし        | 平田勝茂 |
| 調整           | 山下欽也          | 金谷和美 |
| 効果           | 遠藤グループ      | N/A      |
| 選曲           | 重秀彦            | N/A      |
| プロデューサー | 熊谷国雄          |          |
| 制作           | 東北新社 東京放送 | 東北新社 |

## 公開

### 興行成績
当初は『007/サンダーボール作戦』が第1作になるはずだったが、著作権に関する訴訟問題から暗礁に乗り上げ、SF色のある第6作『ドクター・ノオ』が選ばれた。結果的に、米ソの宇宙開発競争や、偶然にも公開時に起きたキューバ危機などから、時事性を帯びた作品となった。
シリーズ第1作である本作は、100万ドルというシリーズ中最も低予算で製作されたが、5,900万ドルもの興行収入を上げ、1962年の映画の世界興行成績では『アラビアのロレンス』の7,000万ドルに次ぐ第2位となった。

### 日本での初公開
『007は殺しの番号』の題名で、東京では1963年6月1日より、ミラノ座・パンテオン・銀座スバル座の3館でロードショー公開された。
事前の評価はさほど高いとは言えず、配給収入も5780万円と芳しくなく、同年公開された1963年度の外国映画配給収入で、ベスト10には入らなかった。

## キャスティング
ボンド役の候補には、ケーリー・グラントやパトリック・マクグーハン、後に3代目ボンドとなるロジャー・ムーアなどが挙がっていた。
悪役のドクター・ノオはフランス語圏カナダ出身のジョセフ・ワイズマンがつとめた。ワイズマンは『革命児サパタ』でマーロン・ブランドと共演。その後、『許されざる者』ではバート・ランカスター、オードリー・ヘップバーンとも共演した後、007の悪役に抜擢された。

### ボンドガール
ボンドガールはスイス出身のウルスラ・アンドレスが選ばれた。アンドレスは、非常にキャリアの長い女優で、50年代から活躍していた。彼女は『007 ドクター・ノオ』の後に『何かいいことないか子猫チャン』や、007シリーズ番外編『カジノ・ロワイヤル』にも出演している。

## エピソード
- ボンドの初登場シーンは、ロンドンのアンバサダー・クラブ（Le Cercle, Les Ambassadeurs London）のカジノである。冒頭、しばらくボンドの顔が見えない。そしてここでボンドが言う"My name is Bond, James Bond"（邦訳は「ボンド、ジェームス・ボンドです」）は、以後シリーズで恒例の名乗り方となる（本作中では"Bond, James Bond"と言っている）。
- ドクター・ノオの部屋に置かれていた絵画を見て、ボンドが驚くシーンがあるが、この絵画はゴヤの『ウェリントン公爵の肖像』(Portrait of the Duke of Wellington) で、実物は1961年（映画公開前年）、ロンドンのナショナルギャラリーから盗まれていた。犯人はドクター・ノオだったというスタッフのお遊び[14]。実際に盗んだのはケンプトン・バントン[15]という人物で、1965年になってこの絵を返還し、警察に出頭した。このシーンは本映画に冷淡だった批評家にも絶賛された[9]。
- ウルスラ・アンドレス演ずるハニー・ライダーが白いビキニ姿で海から上がってくるシーンは、007シリーズを通しても有名なシーンの一つで、2003年にBBCのチャンネル4が行った投票では、「最もセクシーなシーン」に選ばれた[16]。このときアンドレスが着ていたビキニは、2001年2月にクリスティーズのオークションに出品され[17][18][19]、プラネット・ハリウッドの共同創業者ロバート・アールによって3万5千ポンドで落札された[20]。また、『ダイ・アナザー・デイ』でのジンクスことハル・ベリーの登場シーンはこのシーンのオマージュである。
- シルヴィア・トレンチ、ハニー・ライダーの台詞はどちらもドイツ人声優ニッキ・ヴァン・デア・ジル（Nikki Van der Zyl）によって吹き替えられた。以降ボンドガール声優として半ば常連化し、『ロシアより愛をこめて』のシルヴィア・トレンチ、『ゴールドフィンガー』のジル・マスターソン（英語に不慣れだったゲルト・フレーベ付き通訳と発音コーチも兼務）、『サンダーボール作戦』のドミノ、『死ぬのは奴らだ』のソリテール、『黄金銃を持つ男』のチュー・ミー、『ムーンレイカー』のコリーヌのほか、多くの女性キャラクターをノンクレジットで吹き替えた。シリーズ番外編『007/カジノ・ロワイヤル (1967年の映画)』と『炎の女』ではウルスラ・アンドレスの吹き替えを担当している。
- 銃の専門家として、ピーター・バートン演ずるブースロイド少佐が登場する。ボンドにワルサーPPKの使用を勧めるだけだった。ピーターは、次作『ロシアより愛をこめて』から出演の都合がつかなくなったことからデスモンド・リュウェリンに代わり、Qと呼ばれるようになる[21]。なお、ブースロイドの名は実在の銃器研究家ジェフリー・ブースロイド[22] から拝借したものである。この人物は、原作者のフレミングに手紙を書いて、「.25口径のベレッタは女性用の銃だ」と意見した。ボンドの銃が.32口径のワルサーPPKに変更されたのは、その意見が反映されたのだという[23]。
- CIAエージェントのフェリックス・ライターは、原作では第1作『カジノ・ロワイヤル』から登場し、しばしばボンドに協力する盟友であるが、実は『ドクター・ノオ』には登場していない。本作でライターを演じたジャック・ロードは、後にテレビシリーズ『ハワイ5-0』のスティーブ・マクギャレットが当たり役となるアメリカの俳優である。ライターは、映画版でも原作同様しばしば登場することになるが、俳優は毎回異なっていたものの、2006年の『カジノ・ロワイヤル』以降はジェフリー・ライトが続けて演じた。
- 原作では第2作の『死ぬのは奴らだ』もジャマイカを舞台にしており、ストラングウェイズやクオレルは、そこで一度登場したキャラクターであった。映画の『死ぬのは奴らだ』は製作順序が後になったうえ、舞台も変更されてしまったが、クオレルの息子クオレル・Jr.が登場する。空港に登場するフォトグラファーを演じているのは、マーゲリット・ルウォーズ。航空会社 BWIA の空港カウンター職員をしているところを、ヤング監督にスカウトされ出演が決まったが、実はミス・ジャマイカでもあった。ボンドを拉致しようとする運転手ジョーンズ役のレジー・カーターは、彼女の義兄である。ちなみに、ボンドが彼を殴る場面は右腕であったが、カメラが切り替わると左腕を振り下ろしている。また、ボンドとライターが食事するバックで演奏している楽団は、ジャマイカのバイロン・リー&ドラゴネアズである[24]。
- 初回上映時の邦題『007は殺しの番号』は、字幕を担当した映画翻訳家の高瀬鎮夫が進言して採用された[25]。
- ボンドはライターにスーツはどこの仕立てかを聞かれ、サヴィル・ロウ（ロンドンの高級仕立て屋街）と答えているが、実際に仕立てたのは、サヴィル・ロウに近いコンデュイット（コンジット）・ストリートに店を構えていたアンソニー・シンクレアであった。元々は陸軍将校を顧客にしていたテーラーで、陸軍出身のヤング監督がその常連だったことから、撮影用のコネリーのスーツの仕立てを依頼された。また、コネリー着用のシャツは、ロンドンのジャーミン・ストリートに本店のある、1885年創業のターンブル&アッサー（英語版）製。元々はオーダー・メイドのシャツの店で、チャールズ3世やウィンストン・チャーチル御用達としても知られる[24]。
- 呼び出しを受けたボンドが赴いたのは、7階建ての某ビル内にある5階のユニバーサル貿易（Universal Exports）だった。これは、007シリーズの英国秘密情報部が使っている隠れ蓑の会社で、原作ではリージェンツ・パーク沿いのビルにあることになっているが映画では、ウェストミンスター宮殿のすぐ近くということになっている。この設定は『消されたライセンス』まで続けられたが、建物の外観が明らかになったことは一度もない[26]。ここでMが自分を MI7 （DVDの英語字幕では MI6 に変えられている）の部長だと述べており、実在のMI6ではない架空の組織となっている（映画で所属組織が MI6 となったのは、『ゴールデンアイ』から）。ボンドはオフィスに入ると、自分の帽子を投げて奥にある帽子掛けに掛ける。これもシリーズ恒例のシーンとなり、帽子をかぶる習慣がすたれてからも、形を変えてしばしば登場した。1960年代中頃には、多くのバラエティ番組などで真似されたり、パロディ化されたりした。
- ボンドは、ドクター・ノオに1955年のドン・ペリニヨンを出され、1953年もののほうがいいと述べた（本映画シリーズで恒例となるスノビズムの始まりという指摘がある[9]）。
- ドラゴン戦車も登場した。ドクター・ノオの島であるクラブ・キーを警備する車両。ドラゴンに偽装し、火炎放射器を装備している。ドクター・ノオは、島にドラゴンがいるという噂を流し、迷信深い漁師が近づかないようにした。

## 主題歌
モンティ・ノーマンが基本を作った"James Bond Theme"がメイン・テーマとなった。そのモンティ・ノーマン・オーケストラのヴァージョンもあるが、ジョン・バリー・オーケストラのヴァージョンは、イギリスの『ミュージック・ウィーク』誌で、最高位13位を獲得している。アメリカでは、チャート入りを果たせなかったが、同サウンドトラック・アルバムは、『ビルボード』誌アルバム・チャートで最高位82位と健闘している。なお、復刻盤がリリースされており、現在でも入手可能である。
クレジットタイトルの後半に、短いが歌の有る「キングストン・カリプソ」（"Kingston Calypso"）がある。劇中にも挿入歌「マンゴーの木の下で」（"Underneath The Mango Tree"）が流れる。